# Annelie Sundgren
Annelie Sundgren (1967) è un'ex sciatrice alpina svedese.

## Biografia
Annelie Sundgren vinse la medaglia d'oro nella discesa libera ai Campionati svedesi nel 1986; non prese parte a rassegne olimpiche né ottenne piazzamenti in Coppa del Mondo o ai Campionati mondiali.

## Palmarès

### Campionati svedesi
- 1 oro (discesa libera nel 1986)[1]